# Andrew Wiles
Sir Andrew John Wiles (n. 11 aprilie 1953, Cambridge, Anglia, Regatul Unit) este un matematician englez și profesor la Universitatea Princeton.
Este cunoscut mai ales pentru faptul că a descoperit demonstrația Marii teoreme a lui Fermat în 1994. Este autorul mai multor realizări importante în teoria numerelor. 
El, de fapt, doar a demonstrat presupunerea lui Yutaka Taniyama Shimura, care s-a sinucis după dezaprobarea presupunerilor lui (nu era doar o presupunere, teorema). Desigur, Wiles s-a folosit de mai multe teoreme pentru a aproba presupunerile lui Yutaka. A lucrat în secret șapte ani la aceasta teorema, apoi demonstrat-o și în fața marilor matematicieni ai lumii care au aprobat-o. Deși lucrurile păreau a se liniști, matematicienii găsindu-și în sfârșit liniștea în cea ce privește ultima teorema la lui Fermat. Doar ca un prieten de lucru, profesor universitar, a găsit o eroare în teorema lui. În următorii trei ani a rezolvat-o în secret, știind doar colegul său de munca. Acum teorema lui este completă, circa cincizeci de pagini în care explică rezolvarea.